# Miles Doleac

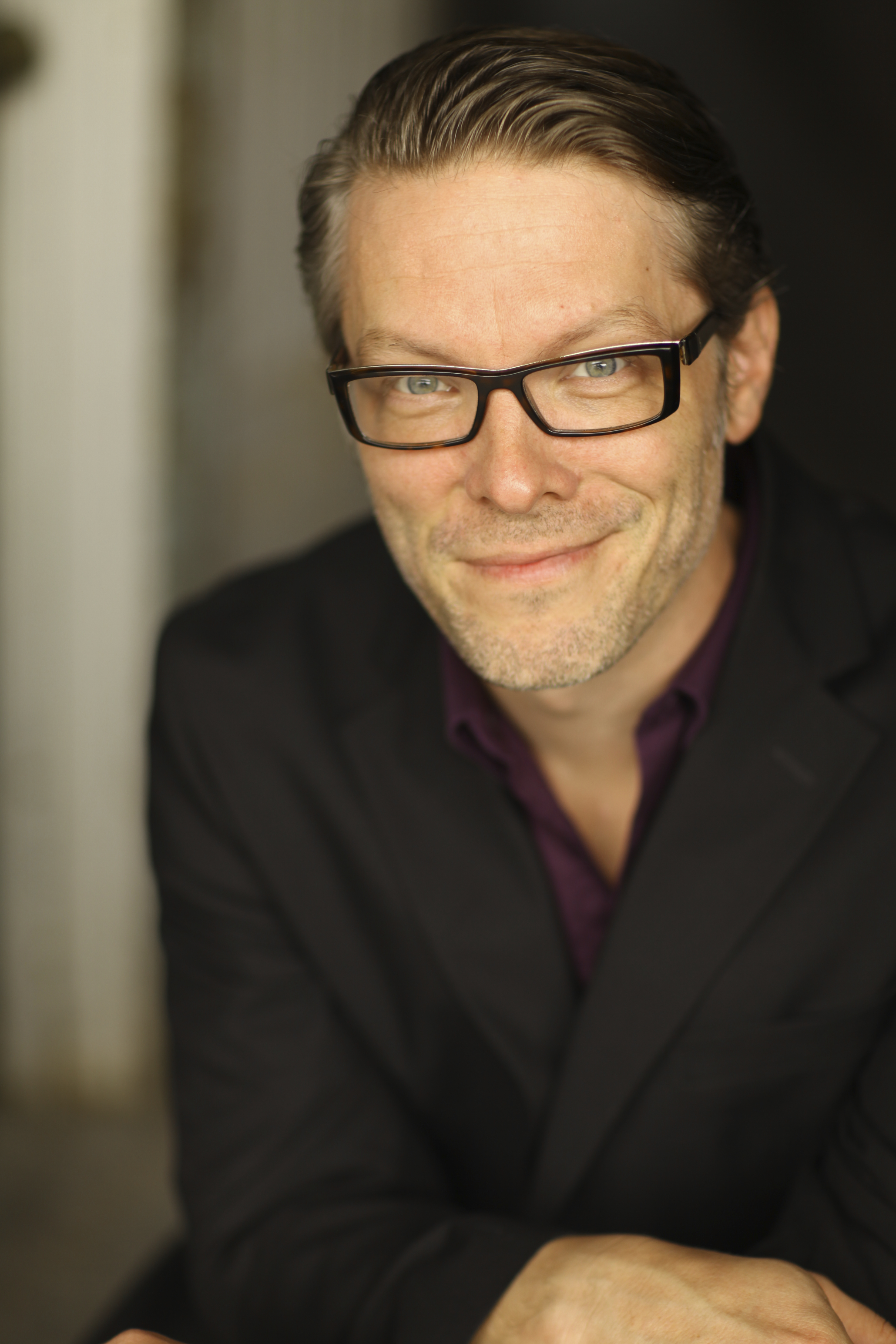
Miles Doleac, 2014

Miles Doleac (* 26. November 1975 in Hattiesburg, Forrest County, Mississippi) ist ein US-amerikanischer Schauspieler, Drehbuchautor, Filmproduzent und Filmregisseur.

## Leben
Doleac machte 1998 seinen Bachelor of Fine Arts in Drama an der University of North Carolina School of the Arts. 2005 machte er seinen Master of Arts in Geschichte an der University of Southern Mississippi. Seinen Doktortitel in Alte Geschichte erlangte er 2013 an der Tulane University. Sein Schwerpunkt liegt dabei im Römischen Reich und der alten Griechen. Er besuchte Akademien in Rom, Athen und München. Er lernt an der Loyola University New Orleans digitales Filmemachen. Er ist seit dem 5. Juli 2014 mit der Schauspielerin Lindsay Anne Williams verheiratet.
Doleac debütierte 2011 in den Katastrophenfilmen Weather Wars und Volcano 2 – Feuerinferno in Miami als Filmschauspieler. Mit Dolph Lundgren an der Seite spielte er 2015 in Shark Lake und 2016 in The Demon Hunter. 2016 war er in fünf Episoden der Fernsehserie Containment – Eine Stadt hofft auf Rettung in der Rolle des Captain Scott zu sehen. Als Episodendarsteller wirkte er an Fernsehserien wie Treme, Sleepy Hollow, American Horror Story, Halt and Catch Fire oder Navy CIS: New Orleans mit. Seit 2014 ist er zudem als Drehbuchautor, Produzent und Regisseur tätig.

## Filmografie

### Schauspieler
- 2011: Weather Wars
- 2011: Volcano 2 – Feuerinferno in Miami (Miami Magma) (Fernsehfilm)
- 2012: See Girl Run
- 2012: Breakout Kings (Fernsehserie, Episode 2x06)
- 2012: Mighty Fine
- 2012: Treme (Fernsehserie, Episode 3x09)
- 2012: Rejects (Kurzfilm)
- 2013: Sleepy Hollow (Fernsehserie, Episode 1x05)
- 2014: The Historian
- 2014: Cat Run 2
- 2014: Sequence
- 2014–2015: American Horror Story (Fernsehserie, 2 Episoden)
- 2015: Banshee – Small Town. Big Secrets. (Fernsehserie, Episode 3x03)
- 2015: Bad Asses on the Bayou
- 2015: Salem (Fernsehserie, Episode 2x06)
- 2015: The Livingston Gardener
- 2015: Vacation – Wir sind die Griswolds (Vacation)
- 2015: Complications (Fernsehserie, 2 Episoden)
- 2015: The Astronaut Wives Club (Fernsehserie, Episode 1x10)
- 2015: Shark Lake
- 2016: Underground (Fernsehserie, Episode 1x02)
- 2016: Game of Silence (Fernsehserie, Episode 1x03)
- 2016: Roots (Fernsehserie, Episode 1x03)
- 2016: The Hollow
- 2016: Containment – Eine Stadt hofft auf Rettung (Containment) (Fernsehserie, 5 Episoden)
- 2016: Race to Redemption
- 2016: Two Birds (Kurzfilm)
- 2016: The Demon Hunter (Don’t Kill It)
- 2016: Die glorreichen Sieben (The Magnificent Seven)
- 2017: Attack of the Southern Fried Zombies
- 2017: Mississippi River Sharks (Fernsehfilm)
- 2017: Halt and Catch Fire (Fernsehserie, Episode 4x02)
- 2017: Demons
- 2017: Jake’s Road
- 2017: Valor (Fernsehserie, Episode 1x08)
- 2017: Light & Shadow (Kurzfilm)
- 2018: Did I Kill My Mother? (Fernsehfilm)
- 2018: Handsome (Kurzfilm)
- 2018: Santa Jaws
- 2018: Ahura (Kurzfilm)
- 2019: Son of a Gun
- 2019: Navy CIS: New Orleans (NCIS: New Orleans) (Fernsehserie, Episode 5x23)
- 2019: Hallowed Ground
- 2019: Claws (Fernsehserie, Episode 3x01)
- 2019: Watchmen (Fernsehserie, Episode 1x02)
- 2019: Christmas in Louisiana (Fernsehfilm)
- 2019: The Purge – Die Säuberung (The Purge) (Fernsehserie, Episode 2x09)
- 2020: The Dinner Party
- 2020: Lovecraft Country (Fernsehserie, Episode 1x03)
- 2021: Vanquish
- 2021: Roe v. Wade
- 2023: Renfield
- 2023: The Family Plan

### Filmschaffender
- 2014: The Historian (Drehbuch, Produktion, Regie)
- 2016: The Hollow (Drehbuch, Produktion, Regie)
- 2016: Two Birds (Kurzfilm) (Drehbuch, Produktion, Regie)
- 2017: Demons (Drehbuch, Produktion, Regie)
- 2017: Light & Shadow (Kurzfilm) (Drehbuch, Produktion, Regie)
- 2018: Handsome (Kurzfilm) (Produktion, Regie)
- 2018: Ahura (Kurzfilm) (Drehbuch, Produktion, Regie)
- 2019: Hallowed Ground (Drehbuch, Produktion, Regie)
- 2019: The Meaning of Us (Kurzfilm) (Drehbuch, Regie)
- 2020: The Dinner Party (Drehbuch, Produktion, Regie)